# Пъпеш
Пъпешът (Cucumis melo) е едногодишно влечащо се и пълзящо растение от семейство Тиквови. В различни части на България е известен и с наименованията каун /от турски: "кавун"/, диня и пипон /от гръцки: "пепони", северногръцки диалект "пипон"/.

## Описание
Топлолюбиво и светлолюбиво растение с едри и вкусни плодове от типа „лъжлива ягода“. Теглото на плодовете достига от 0,5 до 12 kg. Те имат овална, елипсовидна, топчеста или цилиндрична форма с гладка или грапава кожица. Цветовата гама на плодовете варира от зеленикаво до жълто-зелено. Срещат се плодове в кремаво и златисто. Месестата част, която се консумира свежа, е със сипкава, твърда, зърнеста или сочнотопяща се консистенция, оцветена в кремаво, бялозеленикаво през златно до оранжево.

## Разпространение
Произхожда от Предна Азия и е стара земеделска култура, известна още от времето на вавилонците. Интересна разновидност (вариетет) на пъпеша е арменската краставица, наричана и сребрист пъпеш (Cucumis melo flexuosus), отглеждана основно в Армения, Китай и Близкия изток. 
В Европа са познати над 500 сорта пъпеш. На този континент, включително и в района на България пъпешът пренесен в началото на новата ера от древните гърци и римляни. Български сортове пъпеш са: 
- Видински коравици 21
- Медена роса
- Персийски № 5
- Хибрид 1

## Ползи
Кулинарната употреба на плодовете му е в прясно състояние, на компоти, замразени, в плодови салати, в десерти. На вкус варират те от много силно сладки до почти беззахарни; на мирис - от такива с много силен аромат до други с пълна липса на аромат. В България с общото наименование пъпеш се наричат различни видове с общи вкусови качества, като канталуп (на английски: cantaloupe) или медена роса (на английски: honeydew). 
Плодовете съдържат средно 4,6 – 15,8% захари, 0,8 – 4,5% пектинови вещества, 2,6 – 6,7% целулоза и хемицелулоза, над 10 mg % витамин C, над 12 mg % каротин и минерални соли. Съдържанието на калий и магнезий в пъпеша е много по-високо от това в краставицата, крушата или зелето. Тези микроелементи имат понижаващ кръвното налягане и нивото на холестерола ефект. 
Зрелият пъпеш съдържа бързи въглехидрати – глюкоза, фруктоза и захароза. Месестата част е богата на витамини от групата B, витамин C, калий, магнезий, желязо, калций, селен и други вещества, които действат благоприятно на хемопоетичните органи, сърдечносъдовата система, жлезите с вътрешна секреция. Пъпешът храни тимуса и щитовидната жлеза, а тяхното добро функциониране поддържа имунната система в изправност.
Нишестето и пектинът на пъпеша не се усвояват в храносмилателната система. Те имат свойството да поемат вредните вещества в червата и ги извеждат от организма. Пъпешът подобрява перисталтиката на червата и отделителните свойства на органите на храносмилателната система. 
Пъпешът е особено полезен с високото си съдържание на фолиева киселина, която стимулира образуването на кръвни клетки от костния мозък и подпомага секрецията на солна киселина в стомаха. 150 грама пъпеш задоволяват нуждите на организма от фолиева киселина за деня, което го прави абсолютно подходящ плод за жени, планиращи бременност, бременни, деца и лица с хронични заболявания. Същият грамаж насища организма с калий, магнезий и един изключително рядък минерал - германий, които са необходими на сърцето, бъбреците. Германият е и микроелемент, отговорен за поддържането на младостта на клетките.
Фруктозата в зрелия пъпеш преобладава в сравнение с другите захари. Тя е по-сладка от обикновената захар, но в човешкия организъм се разгражда само в черния дроб. В пъпеша има достатъчно количество глюкоза за поддържане нивото й в кръвта в норма и образуването на необходимите запаси на гликоген в черния дроб, отговорен за храненето на мускулните тъкани и особено необходим и за сърдечните мускулни тъкани.